# Zoltán Pásztor
Zoltán Pásztor (* 1959) ist ein ehemaliger ungarischer Radrennfahrer und nationaler Meister im Radsport.

## Sportliche Laufbahn
Im Alter von 15 Jahren begann er mit dem Radsport im Verein Újpest Dózsa SC und wechselte später zum FTC Budapest.
Pásztor hatte seine bedeutendsten Erfolge im Bahnradsport. 1981 siegte er in der nationalen Meisterschaft in der Einerverfolgung vor Miklós Somogyi. 1982 verteidigte er den Titel. 1979 war er mit dem Bahnvierer des FTC Budapest in der Meisterschaft in der Mannschaftsverfolgung mit Zoltán Bürger, Zsigmond Sarkadi Nagy und István Zaka erfolgreich. 1981 und 1983 gewann er den Titel erneut. Den Titel im Zweier-Mannschaftsfahren holte Pásztor 1979 mit Zaka. 1981 gewannen bei Fahrer den Titel erneut. 1982 siegte er mit Peter Pais in der Meisterschaft.
1982 wurde er zum ungarischen Bahnradfahrer des Jahres gewählt. 1981 startete er bei den UCI-Bahn-Weltmeisterschaften.
Im Straßenradsport war er 1982 im Melba-Cup siegreich.